# Bormann
Bormann ist ein deutscher Familienname.

## Herkunft und Bedeutung
Bormann ist ein Wohnstättenname für jemanden, der an einem Brunnen wohnt.

## Varianten
- Bohrmann, Borman, Bornmann, Borrmann, Pormann, Porrmann, Börmann

## Adelsgeschlecht
- Kessel genannt Bormann, westfälisches Adelsgeschlecht

## Namensträger
- Albert Bormann (1902–1989), deutscher Parteifunktionär (NSDAP)
- Albert Karl Ernst Bormann (1819–1882), deutscher Lehrer und Klassischer Philologe
- Alexander von Bormann (1936–2009), deutscher Literaturwissenschaftler
- Anne Louise Bormann (* 1967), dänische Juristin und Richterin am Europäischen Gerichtshof für Menschenrechte
- Arnold Bormann (1894–1970), deutscher Librettist und Textdichter
- Artur Bormann (1903–1986), deutscher Interlinguist und Esperantist
- Berthold Bormann (1904–1943), deutscher Widerstandskämpfer
- Birgit Bormann (* 1965), deutsche Fußballspielerin
- Carl Bormann, (1802–1882), deutscher Theologe und Lehrer
- Cornelius Bormann (1939–2025), deutscher Fernsehjournalist
- Eckart Bormann, deutscher Fagottist und Dirigent
- Edwin Bormann (1851–1912), deutscher Schriftsteller
- Elisabeth Bormann (Physikerin) (1895–1986), österreichisch-deutsche Physikerin
- Elisabeth Bormann (Diakonisse) (1912–1991), deutsche Diakonisse
- Emma Bormann (1887–1974), österreichische Künstlerin
- Ernst Bormann (1897–1960), deutscher Offizier, zuletzt Generalmajor der Luftwaffe
- Eugen Bormann (1842–1917), deutscher Althistoriker und Epigraphiker
- Eva Bormann (Grafikerin) (* 1932), deutsche Werbegrafikerin und Plakatkünstlerin
- Eva Bormann (Dramaturgin) (* 1982), deutsche Theaterdra
- Felix von Bormann (1901–1978), deutscher Hygieniker, Bakteriologe und Hochschullehrer
- Frederick Herbert Bormann (1922–2012), US-amerikanischer Ökologe
- Franz-Josef Bormann (* 1965), deutscher Moraltheologe
- Friedrich Bormann (1828–1922), deutscher Eisenbahnmanager und Politiker, MdR
- Gerda Bormann (1909–1946), deutsche Ehefrau von Martin Bormann
- Günter Bormann (1929–1991), deutscher Hörspielregisseur, Nachrichtensprecher und Schauspieler
- Günther Bormann (1927–1997), deutscher Offizier, Generalleutnant der Nationalen Volksarmee
- Heinrich Siegfried Bormann (1909–1982), deutscher Designer
- Heinz Bormann (Modeschöpfer) (1918–1989), deutscher Modeschöpfer und Textilhersteller
- Heinz Bormann (Grafiker) (1926–1974), deutscher Grafiker und Illustrator
- Heinz Bormann (Politiker) (Heinrich Bormann), deutscher Politiker, Bürgermeister von Sarstedt
- Helge Bormann (* 1967), deutscher Leichtathlet
- Herbert Bormann (1893–1955), deutscher Arbeitsdienstfunktionär
- Horst Bormann (* 1941), deutscher Fußballspieler
- Jan Bormann (* 1939), deutscher Bildhauer
- Jens Bormann (* 1971), deutscher Notar
- Johanna Bormann (1893–1945), deutsche KZ-Aufseherin
- Julius Bormann (1830–1892), deutscher Architekt und preußischer Militärbaubeamter
- Karin Bormann (* 1954), deutsche Schwimmerin
- Karl Bormann, (1802–1882), deutscher Theologe und Lehrer, siehe Carl Bormann
- Karl Bormann (Philosoph) (1928–2015), deutscher Philosophiehistoriker
- Karl Bormann (Orgelforscher) (1902–1971), deutscher Ingenieur und Orgelforscher
- Karl Wilhelm von Bormann (1796–1874), deutsch-belgischer General
- Katharina Bormann (1937–2010), deutsche Musikpädagogin und Politikerin (CDU), MdV
- Lisa Bormann-Rajes (* 1990), deutsche Handballspielerin
- Lukas Bormann (* 1962), deutscher Theologe und Hochschullehrer
- Manfred Bormann (1934–2023), deutscher Physiker
- Maria Benedita Bormann (Maria Benedita Câmara de Bormann, Délia; 1853–1895), brasilianische Schriftstellerin und Journalistin
- Martin Bormann (1900–1945), deutscher Politiker (NSDAP)
- Martin Bormann junior (1930–2013), deutscher Theologe
- Michael Bormann (1795–1860), deutscher Pfarrer und Heimatforscher
- Monika Bormann (* 1953), deutsche Politikerin (CDU)
- Moritz Bormann (* 1939), deutscher Bildhauer
- Niels Bormann (* 1973), deutscher Schauspieler
- Otto Bormann (1877–1973), deutscher Verwaltungsjurist
- Peter Bormann (1939–2015), deutscher Geophysiker
- Ralf Bormann (* 1974), deutscher Kunsthistoriker und Ausstellungskurator
- Rüdiger Bormann (1952–2013), deutscher Physiker und Hochschullehrer
- Sara Bormann (* 1982), deutsche Ökonomin
- Sarah Bormann (* 1990), deutsche Boxerin
- Susanne Bormann (* 1979), deutsche Schauspielerin
- Wilhelm Bormann (1885–1938), österreichischer Bildhauer
- Yvonne Yung Hee Bormann (* 1981), deutsch-südkoreanische Schauspielerin